# Сова-голконіг каміґуїнська
Сова́-голконі́г каміґуїнська (Ninox leventisi) — вид совоподібних птахів родини совових (Strigidae). Ендемік Філіппін. Описаний у 2012 році за результатами рекласифікації філіпінської сови-голконога як комплексу видів.

## Опис
Довжина птаха становить 25 см. Тім'я і потилиця темно-коричневі, спина більш яскраво-коричнева. Верхня частина тіла рівномірно поцяткована охристими смугами. На плечах білі плями. Хвіст темно-коричневий, поцяткований охристими смугами. Лицевий диск коричневий, горло біле або рудувато-біле, решта нижньої частини тіла коричнева або охристо-коричнева, поцяткована темно-коричневими смугами. Райдужки сірі або світло-зеленувато-сірі, дзьоб жовтуваті, лапи оперені, пальці жовтуваті.
Голос — серія доволі низьких угукань «woop», часто звучить дуетом.

## Поширення і екологія
Каміґуїнські сови-голконоги є ендеміками острова Каміґуїн в центральній частині Філіппінського архіпелагу. Вони живуть у вологих рівнинних і гірських тропічних широколистяних лісах, на узліссях і галявинах, на висоті до 1800 м над рівнем моря.

## Збереження
МСОП класифікує цей вид як вразливий. За оцінками дослідників, популяція каміґуїнських сов-голконогів становить від 250 до 1400 дорослих птахів. Їм загрожує знищення природного середовища.